# Hermann Grothe (Ingenieur)
Hermann Grothe  (* 30. März 1839 in Salzwedel; † 16. März 1885 in Berlin) war Ingenieur und Mitglied des Deutschen Reichstags.

## Leben

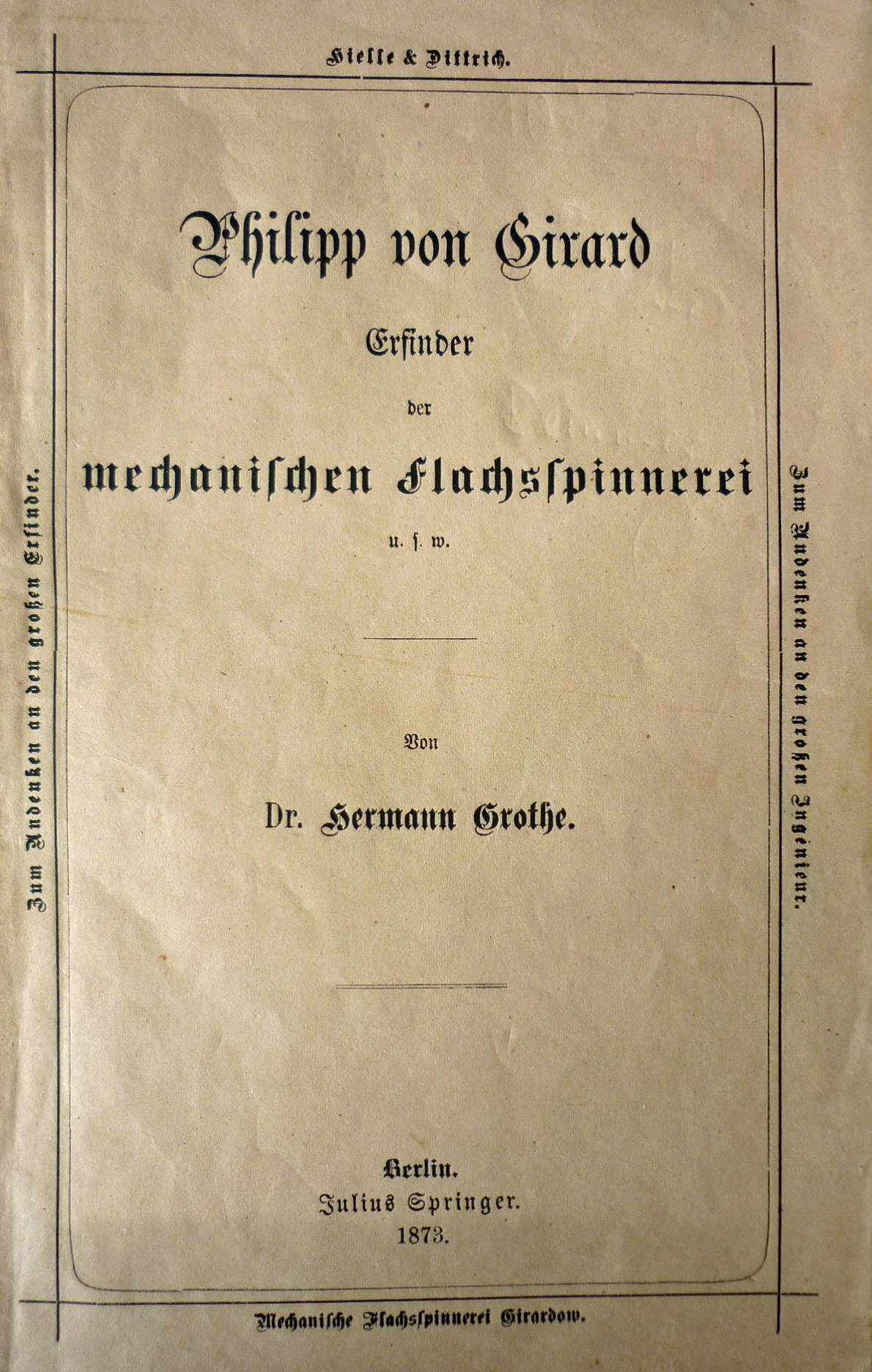
Titelblatt der Broschüre über Girard

Grothe besuchte das Gymnasium, die Provinzialgewerbeschule und das Gewerbeinstitut. Er unternahm umfangreiche Reisen in Europa und den Vereinigten Staaten von Amerika. Von 1868 bis 1873 war er Ingenieur für Fabrikbauten, und Dozent der mechanischen Technologie an der Königlichen Gewerbe-Academie in Berlin. Weiter war er Ausstellungskommissar und Berichterstatter und Redakteur der Polytechnischen Zeitung. Von 1877 bis 1878 vertrat er den Wahlkreis Liegnitz 9 (Lauban, Görlitz) für die Nationalliberale Partei im Deutschen Reichstag.

## Veröffentlichungen
- Katechismus der Spinnerei, Weberei und Appretur (»Webers illustrirte Katechismen«, Bd. 43). J. J. Weber, Leipzig 1861
- Katechismus der Bleicherei, Färberei und des Zeugdrucks (»Webers illustrirte Katechismen«, Bd. 52). J. J. Weber, Leipzig 1862
- Philipp von Girard – Erfinder der mechanischen Flachsspinnerei. Julius Springer, Berlin 1863
- Bilder und Studien zur Geschichte der Industrie und des Maschinenwesens. Julius Springer, Berlin 1870
- Leonardo da Vinci als Ingenieur und Philosoph. Nicolaische Verlags-Buchhandlung, Berlin 1874
- Stimmen über Kunstgewerbe auf der Ausstellung in Wien 1873 – Eine Kritische Beleuchtung. Julius Springer, Berlin 1874
- Technologie der Gespinnstfasern. Julius Springer, Berlin 1876
- Die Industrie Amerika's.  Burmester & Stempell, Berlin 1877
- Die technischen Fachschulen in Europa und Amerika. Simion Verlag, Berlin 1882
- Katechismus für Färberei und Zeugdrucks (»Webers illustrirte Katechismen«, Bd. 119). J. J. Weber, Leipzig 1885 (2. vollständig neu bearbeitete Aufl. von Grothes Katechismus der Bleicherei, Färberei und des Zeugdrucks (mit Ausschluss der Bleicherei))